# Johann von Egloffstein
Johann I. von Egloffstein (mort le 22 novembre 1411 à Forchheim) est prince-évêque de Wurtzbourg de 1400 à sa mort.

## Biographie
Il vient de la famille noble de Franconie des Egloffstein. Ses parents sont Otto von Egloffstein et Osanna von Hirschberg. Ses frères Konrad von Egloffstein (de) est grand commandeur de l'ordre Teutonique de 1396 à 1416, Hartung chanoine de Bamberg.
Johann est d'abord membre du chapitre de Ratisbonne et de Bamberg, puis plus tard aussi de Wurtzbourg. Sous son prédécesseur Gerhard von Schwarzburg, il l'emporte durant la bataille de Bergtheim contre l'armée de rebelles de Wurtzbourg et d'autres villes.
Il est  élu à l'unanimité évêque de Würzburg le 19 novembre 1400. Dans le cadre de sa politique financière et administrative, il a divisé la ville de Würzburg en quatre parties et quatre faubourgs. En 1402, il fonde l'université de Wurtzbourg.
Après la défaite des chevaliers teutoniques à la bataille de Grunwald en 1410, Johann va en Prusse et participe aux négociations de paix entre l'ordre et la Pologne. Avec son frère, il est présent pour recevoir le traité de paix de Toruń.
Il cherche à étendre son influence dans le diocèse de Würzburg au-delà de ses limites territoriales. Cela conduit en 1403 à des tensions avec le burgraviat de Nuremberg. En 1408, il conclut des accords avec ses voisins de Henneberg, Wertheim, Castell, Rieneck et Hohenlohe.
En 1407, il s'allie avec Frédéric VI de Nuremberg contre la ville de Rothenburg ob der Tauber contre les nobles dissidents.
Comme la dette du diocèse continue d'augmenter, Johann écrit au pape qui lui donne l'autorisation de percevoir des impôts supplémentaires, à savoir une dîme spirituelle pour une période de trois ans. En 1403 et 1408, il signe des chartes envers les Juifs, probablement avec l'intention d'encourager l'afflux de capitaux. Le chamberlain du collège des cardinaux, l'évêque Henri de Tusculum, le menace d'excommunication et prolonge le délai de paiement. Un autre créancier, le chevalier Johann von Kronberg, assigne l'évêque devant un tribunal, ce qui est annulé par l'intervention de Robert Ier du Saint-Empire.
Il meurt en 1411 à Forchheim. La rumeur dit qu'il a été empoisonné. Le chapitre de la cathédrale a écrit des vers satiriques sur son épitaphe que relève Lorenz Fries (de) ; elle est aujourd'hui disparue.

## Source, notes et références
- (de) Cet article est partiellement ou en totalité issu de l’article de Wikipédia en allemand intitulé « Johann I. von Egloffstein » (voir la liste des auteurs).
- (de) Franz Xaver von Wegele, « Johann I. von Egloffstein », dans Allgemeine Deutsche Biographie (ADB), vol. 14, Leipzig, Duncker & Humblot, 1881, p. 442-445
- Alfred Wendehorst: Das Bistum Würzburg Teil 2 - Die Bischofsreihe von 1254 bis 1455. (= Germania Sacra; Neue Folge 4). Berlin 1969.  (ISBN 978-3-11-001291-0), S. 127–142 (Numérisation)
- (de) Alfred Wendehorst, « Johann I. von Egloffstein », dans Neue Deutsche Biographie (NDB), vol. 10, Berlin, Duncker & Humblot, 1974, p. 544 (original numérisé).